# Arbeitsschutzausschuss
Der Arbeitsschutzausschuss (ASA) ist ein Organ des betrieblichen  Arbeitsschutzes und wird in Deutschland ab einer Betriebsgröße mit mehr als 20 Beschäftigten vollzeitäquivalent vorgeschrieben (§ 11 Arbeitssicherheitsgesetz – ASiG).

## Mitglieder
Der Arbeitsschutzausschuss bildet sich entsprechend § 11 ASiG. 

Demnach setzt er sich zusammen aus:
- dem Arbeitgeber oder einem von ihm Beauftragten
- zwei vom Betriebsrat bestimmten Betriebsratsmitgliedern (im öffentlichen Dienst: Personalrat und im kirchlichen Dienst/bei kirchlichem Arbeitsrecht: Mitarbeitervertretung; gem. § 16 ASiG)
- Betriebsärzten
- Fachkräften für Arbeitssicherheit und
- Sicherheitsbeauftragten nach § 22 des Siebten Buches Sozialgesetzbuch.

Außerdem werden eingeladen
- stets die Schwerbehindertenvertretung zu allen ASA-Sitzungen nach § 178 Abs. 4 SGB IX. (Sie hat seit 1. Oktober 2000 das gesetzliche Recht, an allen ASA-Sitzungen beratend teilzunehmen.)[1]
- fallweise Experten und Verantwortliche aus den betrachteten Betriebsbereichen.

In einzelnen Bundesländern (z. B. den staatlichen Dienststellen in Bayern) gehört auch die Schwerbehindertenvertretung dem ASA als Mitglied an nach Nummer 10 Buchst. f der Arbeitsschutz-RL (Richtlinien über die Gewährleistung eines arbeitsmedizinischen und sicherheitstechnischen Arbeitsschutzes in der staatlichen Verwaltung des Freistaates Bayern).

## Zweck
Der Arbeitsschutzausschuss hat die Aufgabe, Anliegen des Arbeitsschutzes und der Unfallverhütung zu beraten. Der Arbeitsschutzausschuss tritt mindestens einmal vierteljährlich zusammen.
Der Arbeitsschutzausschuss (ASA) ist ein Kommunikationsforum, in dem unterschiedliche Funktionsträger eines Unternehmens Arbeitsschutzthemen erörtern, Maßnahmen beraten und Entscheidungen vorbereiten. Der Hauptnutzen eines effektiven ASA ist der ungestörte Betriebsablauf. Seine Effizienz hängt wesentlich von der betrieblichen Kommunikationskultur ab. Je besser betriebliche Entscheider und Arbeitsschutz-Experten sich austauschen, desto reibungsloser gelingt die Umsetzung von Arbeitsschutzzielen in der täglichen Praxis.
Obwohl Arbeitsschutzausschüsse in allen Branchen der deutschen Wirtschaft bereits seit Jahrzehnten gängige Praxis sind, standen bisher nur sehr wenige Informationen zur Verfügung, die erläutern, unter welchen Voraussetzungen diese Ausschüsse gut funktionieren und den Betrieben von Nutzen sind. Vom Hauptverband der gewerblichen Berufsgenossenschaften (HVBG, jetzt DGUV = Deutsche Gesetzliche Unfallversicherung) wurde deshalb eine Analyse bestehender ASA-Praxis in Auftrag gegeben. Der im März 2007 erschienene Bericht des Fachausschusses Organisation des Arbeitsschutzes (FA ORG) richtet sich mit Beispielen "Guter Praxis" an eine breitere Öffentlichkeit.

## Aufgaben
Der Ausschuss soll folgende Aufgaben erfüllen
- Analyse des Unfallgeschehens im Betrieb
- Beratung über Maßnahmen und Einrichtungen, um Unfall- und Gesundheitsgefahren zu begegnen
- Erfahrungsaustausch zu umgesetzten Maßnahmen
- Koordinierung der Arbeitssicherheitsaufgaben
- Erarbeitung eines Arbeitsschutz- oder Aktionsprogramms
- Beratung sicherheitstechnischer Aspekte bei der Einführung neuer Arbeitsverfahren oder neuer Arbeitsstoffe

## Österreich
In Österreich wird der ASA durch das ASchG im § 88 geregelt. Jeder Betrieb ab 100 Arbeitnehmer muss halbjährlich eine ASA-Sitzung abhalten. Für Arbeitsstätten mit mehr als 3/4 Büroarbeitsplätzen gilt diese Regelung ab 250 Mitarbeiter.

### Mitglieder
Dem Ausschuss gehören als Mitglieder an:
- Der Arbeitgeber oder die von ihm mit seiner Vertretung beauftragte Person;
- Die für die Einhaltung der Arbeitnehmerschutzvorschriften in der Arbeitsstätte bestellten verantwortlichen Beauftragten;
- Die Sicherheitsfachkraft oder, wenn mehrere Sicherheitsfachkräfte für die Arbeitsstätte bestellt sind, deren Leiter;
- Der Arbeitsmediziner oder, wenn mehrere Arbeitsmediziner für die Arbeitsstätte bestellt sind, deren Leiter oder sein Vertreter;
- Die Sicherheitsvertrauenspersonen;
- Je ein Vertreter der zuständigen Belegschaftsorgane.
- Den Vorsitz im Arbeitsschutzausschuss führt der Arbeitgeber oder eine von ihm beauftragte Person.